# 1986 في المغرب
فيما يلي قوائم الأحداث التي وقعت خلال عام 1986 في المغرب.

## ظهور
- 1 يناير – كلمة

## مواليد

### يناير
- 1 يناير – ربيع هوبري لاعب كرة قدم مغربي.
- 1 يناير – مصطفى أديب طبيب.
- 6 يناير – جنات مغنية راي مغربية.
- 15 يناير – سعيد فتاح لاعب كرة قدم مغربي.

### فبراير
- 26 فبراير – طارق شاوفي دراج مغربي.
- 26 فبراير – فيصل عزيزي

### مارس
- 3 مارس – محسن متولي لاعب كرة قدم مغربي.
- 26 مارس – إبراهيم البحري لاعب كرة قدم مغربي.

### مايو
- 2 مايو – سهام الهيلالي منافِسة أوليمبية مغربية.

### يونيو
- 16 يونيو – حمزة أبو رزوق لاعب كرة قدم مغربي.

### يوليوز
- 2 يوليوز – عاطف شحشوح لاعب كرة قدم فرنسي/مغربي.

### أغسطس
- 12 أغسطس – عبد الحكيم زويتة لاعب كرة سلة مغربي.
- 31 أغسطس – هاجر عدنان مغنية مغربية.

### سبتمبر
- 11 سبتمبر – أيوب الخالقي لاعب كرة قدم مغربي.

### أكتوبر
- 22 أكتوبر – عبد الفتاح بوخريص لاعب كرة قدم مغربي.
- 24 أكتوبر – عمر نجدي لاعب كرة قدم مغربي.

### ديسمبر
- 9 ديسمبر – عصام العدوة لاعب كرة قدم مغربي.
- 15 ديسمبر – عبد الرحيم شاكير لاعب كرة قدم مغربي.

## وفيات

### يناير
- 1 يناير – إدريس الدباغ (مواليد 1921) سياسي مغربي.